# Borgoforte
Borgoforte (lombardisch: Borchfòrt) ist eine Fraktion der italienischen Gemeinde Borgo Virgilio in der Provinz Mantua (Region Lombardei). 

## Geografie
Borgoforte liegt etwa 12,5 Kilometer südsüdwestlich von Mantua am Po. 

## Geschichte
Borgoforte schloss sich mit Wirkung zum 4. Februar 2014 mit der Gemeinde Virgilio zur neuen Gemeinde Borgo Virgilio zusammen. Der Ort hatte am 31. Dezember 2013 3467 Einwohner. Nachbargemeinden waren Bagnolo San Vito, Curtatone, Marcaria, Motteggiana, San Benedetto Po, Viadana und Virgilio.
Zur Gemeinde Borgoforte gehörten die Fraktionen Boccadiganda, Pioppelle, Romanore, San Cataldo, San Nicolò Po und Scorzarolo.

## Verkehr
Durch die ehemalige Gemeinde führt die Strada Statale 62 della Cisa von Sarzana nach Verona. Der Bahnhof Borgofortes liegt an der Bahnstrecke von Verona über Mantua nach Modena.